# 명파리해수욕장
명파리해수욕장은 강원특별자치도 고성군 현내면 명파리에 있는 해수욕장이다. 동해안 최북단의 해수욕장이며, 백사장의 길이는 300여 미터 정도이다. 이곳은 피서철에 한시적으로 출입이 가능하며, 주차장 시설과 기본적인 편의 시설이 갖추어져 있다.

## 참고 자료
- 명파해변 - 기상청 일기예보